# Microcyba
Microcyba és un gènere d'aranyes araneomorfes de la subfamília Erigoninae, dins de la família Linyphiidae. Es pot trobar a l'Àfrica subsahariana.
Fou descrit per primera vegada per Å. Holm l'any 1962.

## Llista d'espècies
Segons The World Spider Catalog 12.0:
- Microcyba aculeata Holm, 1964 – Congo
- Microcyba affinis Holm, 1962 – Uganda
- Microcyba angulata Holm, 1962 – Kenya, Uganda
- Microcyba brevidentata Holm, 1962 – Tanzània
- Microcyba calida Jocqué, 1983 – Gabon
- Microcyba cameroonensis Bosmans, 1988 – Camerun
- Microcyba divisa Jocqué, 1983 – Gabon
- Microcyba erecta Holm, 1962 – Uganda
- Microcyba falcata Holm, 1962 (Espècie tipus) – Uganda
- Microcyba hamata Holm, 1962 – Kenya, Uganda
- Microcyba hedbergi Holm, 1962 – Uganda
- Microcyba leleupi Holm, 1968 – Congo
- Microcyba projecta Holm, 1962 – Uganda
- Microcyba simulata Holm, 1962 – Kenya
- Microcyba tridentata Holm, 1962 – Kenya, Uganda
- Microcyba vancotthemi Bosmans, 1977 – Kenya
- Microcyba viduata Holm, 1962 – Kenya
- Microcyba vilhenai Miller, 1970 – Congo